# 統一進歩党 (ギニア)
統一進歩党（とういつしんぽとう、フランス語: Parti de l'unité et du progrès、PUP）は、ギニアの政党。ランサナ・コンテ政権時の与党であった。全てのギニア人の統一という国民国家的な主張を行い、経済自由主義に沿って反共・反社会主義を掲げていた。なおネオリベラリズム政党ではなく、古典的であった。 

## 概要
1992年に結党。2008年のギニアクーデターまでずっと与党の座に君臨し続けており、事実上の一党制（一党優位政党制）が採られていた。2002年6月30日に行われた議会選挙では61.57%、114議席中85議席を獲得した。2003年の大統領選で95.25%の得票率でコンテは再選されるも、野党が既に不正を見越してボイコット運動を始めたためにこの選挙は物議を醸す結果となった。

## クーデター後
2008年12月22日のコンテの死後、国軍は直ちにクーデターで権力を掌握し、PUPの支配を終わらせた。このクーデター以来、PUPは著しく弱体化したものの存続し続けている。コンテ政権の著名な人物であり、軍の介入がなければ憲法上コンテの後継者となっていたであろう人物であるアブバカール・ソンパレを2010年6月の大統領選挙の候補者に指名したが、同氏の得票率は約1％にとどまった。